# Olympische Jugend-Sommerspiele 2014/Teilnehmer (Afghanistan)
| Gelbes Symbol für Goldmedaillen mit stilisierten Olympischen Ringen | Graues Symbol für Silbermedaillen mit stilisierten Olympischen Ringen | Braundes Symbol für Bronzemedaillen mit stilisierten Olympischen Ringen |
| ------------------------------------------------------------------- | --------------------------------------------------------------------- | ----------------------------------------------------------------------- |
| —                                                                   | —                                                                     | —                                                                       |

Afghanistan nahm an den Olympischen Jugendspielen 2014 in Nanjing teil. Das Afghanistan National Olympic Committee nominierte eine Athletin.

## Teilnehmer nach Sportarten

### Taekwondo
| Athleten        | Wettbewerb | Achtelfinale | Achtelfinale | Viertelfinale          | Viertelfinale | Halbfinale    | Halbfinale    | Finale / Platz 3 | Finale / Platz 3 | Rang |
| Athleten        | Wettbewerb | Gegner       | Ergebnis     | Gegner                 | Ergebnis      | Gegner        | Ergebnis      | Gegner           | Ergebnis         | Rang |
| --------------- | ---------- | ------------ | ------------ | ---------------------- | ------------- | ------------- | ------------- | ---------------- | ---------------- | ---- |
| Männer          |            |              |              |                        |               |               |               |                  |                  |      |
| Farahnaz Yaqubi | bis 44 kg  | Freilos      | Freilos      | Panipak Wongpattanakit | 0:19          | ausgeschieden | ausgeschieden | ausgeschieden    | ausgeschieden    | 5    |